# Convento de São Francisco (Mértola)
O Convento de São Francisco é um edifício histórico na vila de Mértola, na região do Alentejo, em Portugal.

## Descrição
O imóvel situa-se numa elevação a Sul da vila de Mértola, nas imediações do Rio Guadiana e da Ribeira de Oeiras. É considerado como um importante pólo cultural na vila, sendo a antiga igreja do convento utilizada como espaço para eventos, como exposições e concertos. O convento insere-se numa propriedade com cerca de quarenta hectares, que foi transformada num parque natural, incluindo um refúgio para aves.

## História
No local foram encontrados vestígios das épocas pré-romana, romana e islâmica. Um dos vestígios mais antigos poderá ser um lanço de pavimento em pedra, situado no ponto mais elevado da propriedade, e que forma sensivelmente uma estrela, apontando para a zona central das colinas próximas. Esta estrutura poderá ter tido funções agrícolas ou espiriturais, estando dividida do convento por um muro em pedra, datado da Idade do Ferro. Do período romano restou uma capela e um poço, enquanto que um dos indícios da ocupação islâmica foi o antigo sistema de irrigação.
O convento foi construído nos séculos XVI ou XVII, tendo o principal responsável pela sua fundação sido o cónego Diogo Nunes de Figueira Negreiros. Foi edificado para albergar relíquias da cruz de Cristo e uma parte da sua veste roxa. Segundo uma tradição popular, em 1753 ocorreu um milagre na igreja do convento, quando uma estátua de Santo António no seu interior começou a lacrimejar. Foram entrevistadas várias pessoas sobre este evento, cujos testemunhos foram publicados em Lisboa. Desde 1612 até à sua extinção, alojou uma comunidade formada por um abade e doze monges, integrados na Ordem de São Francisco.
Após a extinção das ordens religiosas, em 1834, o complexo ficou ao abandono. Em 1877 o arqueólogo Estácio da Veiga esteve em Mértola, tendo visitado igualmente o Convento de São Francisco: «Da Vaqueira passei ao ex-convento de S. Francisco, separado da villa pela ribeira de Oeiras, não em busca de vestigios romanos, que necessariamente devem ali achar-se, se um dia houver n'este paiz alguma dedicação pelos monumentos da antiguidade, mas no intuito de procurar se ainda por lá existiria o celebre monumento árabe de caracteres cûficos, que o abalisado arabista fr. João de Sousa vertera em linguagem portugueza, e que bem parece ter pertencido a uma mesquita na epocha do dominio mahometano: mas fui tarde para resgatar este padrão monumental, cujo destino é desconhecido pela própria gente antiga da villa».
Em 1980 um casal oriundo da Holanda iniciou o processo de aquisição do convento, que foi recuperado e transformado numa residência. Além do edifício em si, também foram requalificados os terrenos em redor, com a plantação de vinhas, plantas aromáticas e outras espécies, tendo sido igualmente restaurado o antigo sistema de irrigação islâmico.